# Sergej Gorodetskij
Sergej Mitrofanovitj Gorodetskij (ryska Сергей Митрофанович Городецкий), född 1884, död 1967, var en rysk författare.
Gorodetskij, som tillhörde en adelssläkt, var 1916–1917 krigskorrespondent i Armenien och Persien och verkade sedan som journalist, kritiker och utgivare av barnböcker. Han debuterade som symbolist 1907 men bildade 1912 tillsammans med Nikolaj Gumiljov i en författargrupp kallade adamister eller akmeister i opposition mot symbolismens verklighetsflykt och oklarhet. Gorodetskij försökte återföra poesin till jorden och åstadkomma en syntes av symbolismens och folkets språk.